# Lev Kaluznin
Lev Kaluznin (rus: Лев Аркадьевич Калужнин)  (Moscou, 31 de gener de 1914 - Moscou, 6 de desembre de 1990), també conegut, sobre tot a França, com Leo Kaloujnine, va ser un matemàtic soviètic.

## Vida i Obra
Nascut a Moscou, els seus pares es van divorciar poc després del seu naixement i el pare, Arkadi Rubin, un conegut home de negocis, va marxar a Anglaterra, perdent el contacte amb la seva família. La mare, Maria Pavlovna Kaluznina, de família noble i instruïda, va criar el seu fill a Sant Petersburg fins al 1923, quan van marxar a Alemanya i ella va fer d'institutriu mentre el seu fill feia els estudis secundaris. El 1933 va ingressar a la universitat de Berlín, on va ser deixeble d'Issai Schur, i el 1936 va passar a la universitat d'Hamburg, on va ser deixeble d'Emil Artin. El 1938 van marxar a França, on va començar a estudiar a la Sorbona, però l'esclat de la Segona Guerra Mundial i, sobre tot, la caiguda de França en mans nazis va paralitzar la seva activitat acadèmica. El juny de 1941 va ser detingut, com molts altres ciutadans russos residents a França i empresonat al camp de concentració de Royallieu a Compiègne, on encara va poder seguir estudiant pel seu compte teoria de Galois. El juny de 1942 va ser transferit al Ilag-XIII-A, a la fortalesa de Wülzburg, on les condicions de vida eren molt més dures i va sobreviure gràcies a les atencions de la seva mare que li feia arribar aliments subreptíciament.
En ser alliberat la primavera de 1945, va retornar a París on va treballar al Centre Nacional de la Recerca Científica (CNRS) i va encetar una col·laboració molt fruitosa amb el matemàtic francès Marc Krasner. El 1948 va defensar la seva tesi doctoral i ells i la seva mare van començar a pensar en el retorn al seu país. Les autoritats soviètiques només li van autoritzar anar a la República Democràtica d'Alemanya com pas previ pel retorn i des de 1951 fins a 1956, va ser professor de la universitat Humboldt de Berlín. El 1956 va ser nomenat professor de la universitat de Kíiv, en la qual va romandre fins a la seva retirada el 1985.
Kaluznin va publicar una quinzena de llibres i un centenar d'articles científics. A més, va editar un diccionari matemàtic rus-alemany en tres volums encara utilitzat actualment. Els seus treballs de recerca van ser en els camps de l'àlgebra i la lingüística matemàtica.